# Associação de Ópera de Chicago
A Associação de Ópera de Chicago foi uma companhia que realizou inúmeras produções operísticas no Auditorium Theater de Chicago, entre 1915 e 1921. Seu diretor artístico e fundador foi Cleofonte Campanini. Quando Campanini morreu em Dezembro de 1919, foi substituído pelo compositor Gino Marinuzzi. Em janeiro de 1921 a diva operística Mary Garden foi indicada como diretora musical. A associação foi sucedida pela Ópera Cívica de Chicago.

## Cantores notáveis
| - Georges Baklanoff - Charles Dalmorès - Hector Dufranne | - Anna Fitziu - Mary Garden - Gustave Huberdeau | - Frances Ingram - Nina Koshetz - Edith Mason | - Mary McCormic - Carmen Melis - Lucien Muratore | - Giovanni Polese - Emilio Venturini - Alice Verlet |